# Сростки
Сро́стки — село в Бийском районе Алтайского края России. Административный центр Сростинского сельсовета.

## География
Расположено на правом берегу Катуни к юго-востоку от Бийска. Через село проходит Чуйский тракт.

## История
Основано в 1804 году. В 1924—1931 и 1944—1960 годах было центром Сростинского района. При укрупнении сёл в 1950-е в Сростки были переселены жители окружающих ликвидированных сёл.
В апреле 1933 года сотрудники ОГПУ арестовали порядка 80 жителей села (по другой версии — 116 жителей), их этапировали в Барнаул, затем расстреляли по приговору суда. Среди них был отец писателя Василия Шукшина Макар, которому был 21 год. В 1956 году все осуждённые сростинцы были посмертно реабилитированы.
Дом, откуда увели навсегда Макара Леонтьевича Шукшина, не сохранился. На его месте в 90-е годы был построен другой частный дом и 26 июня 2016 года на фасаде этого дома с согласия его владельцев была установлена мемориальная табличка «Последний адрес» Макара Леонтьевича Шукшина. Заявку на установку подал родившийся в Алтайском крае российский оппозиционный политик, общественный деятель Владимир Александрович Рыжков.
В современное время село Сростки является популярным местом отдыха для автотуристов и пассажиров междугородних автобусов следующих по направлению в Горный Алтай. На продуктовой ярмарке представлены сувениры, изделия местных мастеров, алтайский мед, продукты питания и напитки.

## Население
| 1959  | 1997  | 1998  | 1999  | 2000  | 2001  |
| ----- | ----- | ----- | ----- | ----- | ----- |
| 3477  | ↘2940 | ↗3003 | ↗3029 | ↗3044 | ↘2978 |
| 2002  | 2003  | 2004  | 2005  | 2006  | 2007  |
| ↗3122 | ↘3017 | ↘2974 | ↘2955 | ↗2991 | ↘2943 |
| 2008  | 2009  | 2010  | 2011  | 2012  | 2013  |
| ↘2907 | ↘2840 | ↘2750 | ↗2753 | ↗2779 | ↘2769 |

## Известные уроженцы
В Сростках родился В. М. Шукшин — советский писатель, кинорежиссёр и актёр. В его честь с 1976 года проводятся «Шукшинские чтения» — ежегодный культурный фестиваль в день рождения писателя, где проходят вручение премий имени Шукшина за лучшие литературные произведения, фольклорный фестиваль, выставка работ художников, инсценировки по его произведениям и др.
Место проведения мероприятий — гора Пикет, с вершины которой открывается панорама села и предгорий Алтая.
В селе родились: Герой Советского Союза Михаил Марчук, полный кавалер ордена Славы Алексей Фонякин.

## Достопримечательности
- Памятник воинам-землякам, погибшим в Великой Отечественной войне (авторы А. В. Звягин и Ефимов. Открыт 7 ноября 1967 года)[19].
- Всероссийский мемориальный музей-заповедник В. М. Шукшина[20], первый дом-музей которого открыт в 1978 году[21].
- Памятник репрессированным «Камень скорби» (автор — Фаддеенков Н. Н. Открыт 19 июля 1997 года)[21][22].
- Памятник Василию Шукшину на горе Пикет (автор — скульптор Вячеслав Клыков. Открыт 25 июля 2004 года)[23].

## Археология
- Сросткинская стоянка относится к эпохе верхнего палеолита.
- Средневековая сросткинская культура сложилась в результате смешения автохтонного угро-самодийского и пришлого тюркоязычного, кимако-кипчакского населения приалтайских степей и Верхнего Прииртышья.

## В кино
В 1981 году в селе проходили съёмки художественного фильма «Праздники детства», в эпизодичных ролях были задействованы жители села.
Также в селе снимались документальные фильмы «9 мая в Сростках» (1981), «На родине Шукшина» (1983).